# Гегесистрат
Гегесистрат (др.-греч. Ἡγησίστρατος) — в период греко-персидской войны 480—479 гг. до н. э. — предсказатель в персидском войске Мардония. Будучи элейцем из рода Теллиадов (потомственных прорицателей), Гегесистрат был схвачен спартанцами и приговорён к казни за совершённые им злодеяния. Однако, отрубив себе часть ноги, Гегесистрат сумел освободиться из колодки и, проломив стену темницы, бежал от спартанцев во враждебный им в то время город Тегею.
Во время Платейской битвы Гегесистрат был гадателем у предводителя персов Мардония. Гадания были неблагоприятны для персов в случае перехода последних от обороны к нападению. Тем не менее, через 10 дней Мардоний пренебрёг гаданием и напал на греческое войско у Платей, предрешив тем самым гибель свою и персидского войска.
Позже, во время гадания при Закинфе, Гегесистрат был убит спартанцами.